# Muhr, Österrike
Muhr är en kommun  i Österrike. Den ligger i distriktet Tamsweg i förbundslandet Salzburg, 250 km sydväst om huvudstaden Wien.
Kommunen består av tre orter (Ortschaften) (inom parentes invånarantal 1 januari 2024):
- Hintermuhr (81)
- Schellgaden (56)
- Vordermuhr (346)